# 至尊神探
《狄克崔西》（英語：Dick Tracy）是一部1990年上映的美国动作电影，根据切斯特·古尔德创作的同名连载漫画小说改编。华伦·比提担任导演、制片人并出演男主角，其他主演演员包括艾尔·帕西诺、麦当娜、达斯汀·霍夫曼、查尔斯·德恩、威廉·弗西斯、格伦妮·海德利、保羅·索維諾、迪克·范·戴克和查理·科斯莫。
电影的开发始于1980年代初，汤姆·曼凯维兹获指派编写剧本，之后再由因《壮志凌云》成名的吉姆·卡什和小杰克·艾普斯作进一步修整。导演人选也经过了史蒂文·斯皮尔伯格、约翰·兰迪斯、沃尔特·希尔、理查德·本杰明最终敲定了比提。丹尼·艾夫曼为电影谱写配乐，史蒂芬·松德海姆则创作了多首歌曲。
《狄克崔西》于1990年上映并获得了褒贬不一的评论，但在票房和电影奖项评选上总体较为成功，在第63届奥斯卡金像奖角逐中获得了7项提名，最终有3项获奖：原创歌曲、化妆和艺术指导。影片获得成功后曾计划拍摄续集，但由于版权上的争议和旷日持久的法律诉讼，至今仍然没有宣布续集的拍摄计划。

## 剧情
一个流浪街头的顽童（查理·科斯莫饰）意外目睹两个黑社会杀手“平头”（威廉·弗西斯饰）和“发痒”（艾德·欧罗斯饰）对另一帮正在非法赌博的黑社会分子展开了一场屠杀，有5人被杀。这两人都是城里的黑社会组织头目“大男孩”艾尔方斯·卡普莱斯的手下，他的犯罪集团正在大张旗鼓地抢夺整个城市中的小企业和店铺。两个杀手并没有发现这个小鬼头，他因此逃过一劫，离开现场后，他又开始小偷小摸，但却被城里警察局的迪克·特雷西探长抓了个现行，特雷西问他叫什么名字，他自称就叫“小鬼”。
与此同时，大男孩胁迫城里一家“里兹夜总会”的老板利普斯·曼利斯（保罗·索维诺饰）签订协议将夜总会转让给自己，然后就残忍地杀死了他并且霸占了他的女友，夜总会诱惑而撩人的歌手布瑞丝勒斯·玛奥妮（麦当娜饰）。曼利斯被报失踪后，特雷西审问了大男孩的三个手下“平头”、“发痒”和曼伯斯（达斯汀·霍夫曼饰），然后到俱乐部中以谋杀曼利斯的罪名逮捕了大男孩。作为唯一证人的玛奥妮却并没有提供证词，反而试图勾引自己一眼看上了的这位探长，由于没有证据，所以大男孩也很快就被释放了，他的下一步是打算把城里的其他犯罪组织的头目都集中到自己控制之下。其中有一位拒绝听他指挥，结果刚出门就被放置在自己车上的炸弹炸死。跟踪前来的迪克·特雷西发现了大男孩与众匪首的会面并试图监听，第二天，大男孩及其党羽绑架了特雷西并试图收买他，遭到严辞拒绝后，恼羞成怒的大男孩把他绑在一个即将爆炸的锅炉旁并扬长而去，不过特雷西幸运地被“小鬼”所救。
特雷西再次找到玛奥妮，希望她同意做证来扳倒大男孩，但她却表示除非特雷西愿意和她在一起才会做证，特雷西虽然也觉得很受吸引，但还是拒绝了。之后他带领手下一起对里兹夜总会进行了一进突击检查，虽然表面看来什么证据都没找到，行动失败了，但实际上他只是在给手下打掩护，让其可以进入夜总会后面的办公室内安装窃听器，从而事先得知大男孩的犯罪计划以做出相应对策。这个计划一开始很顺利，大男孩的“生意”大受打击，但不幸的是，他之后发现了窃听器并决定放出假消息将特雷西引到一个仓库中取其性命，结果双方展开了一场激烈的交火。就在特雷西的处境越来越不利时，一位戴面具的神秘人现身救了他一命，大男孩也因此大发雷霆。之后玛奥妮来到特雷西的公寓再次试图勾引他，特雷西经受不住诱惑而在她吻自己时并没有阻止。可这时崔西女友苔丝正好来到门前看到了这一幕，伤心地离开了城里，不过最终她还是改变了主意回来，但却被那位神秘人绑架。特雷西也被迷晕后落到其手中，并被陷害谋杀了地区检察官约翰·弗莱彻（迪克·范·戴克饰），法官哈伯（弗兰克·坎帕尼拉饰）为此将他关进了监狱且不得保释。
惊喜地发现特雷西自己进了监狱后，大男孩得意忘形地复出了，却没想到自己也被陷害绑架了苔丝。特雷西在新年前夜被同事从狱中救出后，决心前去营救苔丝，给自己起了个新名字叫“小迪克·特雷西”的“小鬼”也决心要帮上忙。一行人赶到大男孩的夜总会，枪战中其手下已经全部被警方击倒，大男孩抛弃了自己的人手带上人质仓皇逃命，却被神秘人和特雷西追上，绝望的大男孩朝神秘人开了枪，愤怒的特雷西一把将他推入了吊桥的齿轮中取了他的性命，然后走到神秘人跟前揭开了其脸上的面具，却惊讶地发现面具下的脸居然是玛奥妮。她临死前仍最后一次吻了特雷西。一切真相大白后，特雷西也救回了苔丝，之后正准备求婚时突然又得知发生了一起抢劫案，于是他和“小迪克·特雷西”马上上车朝案发地点赶去。

## 演员
主要角色
- 华伦·比提 饰 迪克·特雷西，一位方下巴，身穿黄色大衣头戴软呢帽的探长，他一心致力于彻底打垮这个城市中的黑社会组织。由于工作上表现突出，特雷西还很快会升任警察局长，但是他打心眼儿里瞧不起这份“坐办公室的工作”；
- 艾尔·帕西诺 饰 “大男孩”艾尔方斯·卡普莱斯，城市中所有犯罪组织的大头目，也是片中的头号大反派。虽然他涉嫌多起严重犯罪事件，但由于从未被特雷西抓过现行，也没有证人敢出庭作证因此一直逍遥法外；
- 麦当娜 饰 布瑞丝勒斯·玛奥妮（Breathless Mahoney），“里兹夜总会”的一位想将特雷西从女友身边勾走的女艺人，她也是大男孩多起犯罪行为唯一的证人；
- 格伦妮·海德利 饰 苔丝·图哈特（Tess Trueheart，意译则为“真心苔丝”），迪克·特雷西的女友，一直试图说服他享受人生，顺便也娶了自己；
- 查理·科斯莫 饰 “小鬼”（The Kid），一个流浪街头骨瘦如柴的孩子，为了生存而不得不在垃圾堆中找食物，特雷西和苔丝收留了他。

执法部门
- 西摩·卡塞尔（英语：Seymour Cassel） 饰 山姆·卡勤（Sam Catchem），特雷西的副手；
- 迈克尔·J·波拉德（英语：Michael J. Pollard） 饰 巴格·贝利（Bug Bailey），监控专家；
- 查尔斯·德恩 饰 警察局长布兰登（Brandon）；
- 迪克·范·戴克 饰 地区检察官约翰·弗莱彻（John Fletcher）；
- 弗兰克·坎帕尼拉（英语：Frank Campanella） 饰 哈伯法官（Judge Harper）。

黑帮分子
- 达斯汀·霍夫曼 饰 曼伯斯（Mumbles），大男孩的一个说话特别快的党羽；
- 威廉·弗西斯 饰 “平头”（Flattop），大男孩的头号杀手，他最显著的特点就是四四方方的额头和与之匹配的发型；
- 艾德·欧罗斯（英语：Ed O'Ross） 饰 “发痒”（Itchy），大男孩的另一个杀手，通常与“平头”一起行动；
- 保羅·索維諾 饰 利普斯·曼利斯（Lips Manlis），里兹夜总会的老板，大男孩胁迫他签字转让夜总会后杀死了他；
- 詹姆斯·凯恩 饰 史帕德·斯帕东尼（Spud Spaldoni），一位拒绝听命于大男孩的犯罪头目，被大男孩手下安放在他车上的炸弹炸死。

## 发展
华伦·比提早在1975年就有了将《狄克崔西》拍成电影的想法，当时迈克尔·拉夫林拥有电影改编版权，不过由于数次向好莱坞电影公司兜售未果，他将版权转让给了另一家公司。1977年，弗罗伊德·慕特鲁克斯和阿特·林森又从该公司买下了版权。1980年，联合艺术家公司对这一项目产生了投资的兴趣，因连续两部《超人》系列电影成名的汤姆·曼凯维奇也在进行编写本片剧本的谈判。但由于《狄克崔西》原漫画小说作者切斯特·古尔德坚持要进行严格的财务和艺术控制，这场交易最终告吹。
同年，慕特鲁克斯和林森将项目带到了派拉蒙电影公司，后者开始安排剧本编写工作，并邀史蒂文·斯皮尔伯格执导，还请环球影业共同注资。环球则建议也可以考虑约翰·兰迪斯来执导，并希望由克林特·伊斯特伍德出演男主角，还委聘了吉姆·卡什和小杰克·艾普斯来撰写剧本。艾普斯表示之前曾与环球有过几次失败的合作，但由于约翰·兰迪斯对《狄克崔西》很有兴趣，所以才请了他和卡什来编写:51。兰迪斯要求两人按1930年的纸浆杂志风格来行文，并将围绕“大男孩”作为核心反派人物来编撰。为了研究，艾普斯阅读了从1930至1957年的每一期《狄克崔西》漫画小说，两人一起写下两份脚本交给兰迪斯。当时创作《狄克崔西》漫画小说的麦克斯·阿兰·科林斯读到其中一份后表示：“糟透了，其中唯一的优点就是30年代的背景设定和一大堆的坏蛋，但这个故事实在太单薄了，而且也让人感到很不自在”:51。
除了比提和伊斯特伍德外，电影公司还曾考虑由哈里森·福特、理查德·基尔、梅尔·吉布森和汤姆·塞立克出演男主角:53-54。不过在1982年7月23日，兰迪斯执导的电影《阴阳魔界》片场发生了一起严重的直升机事故，3名演员因此丧生，其中两位分别是6岁和7岁的孩子，他也为此离开了《狄克崔西》项目:51。沃尔特·希尔和乔·西尔沃随后加入并分别担任导演和制片人。卡什和艾普斯重新写了另一稿剧本，希尔则联系了华伦·比提来主演。前期准备工作已进入搭建场景阶段时，电影的拍摄却陷入了僵局。比提作为一个原漫画小说的粉丝:52，希望影片能够以相似风格向1930年代的漫画小说致敬，但希尔则打算把电影拍得更为暴力和真实。有报道还指出比提要求500万美元片酬再加电影票房收入的15%分成，对此环球影业无法接受:52。
希尔和比提退出后，派拉蒙公司开始开发由理查德·本杰明执导的低成本电影项目。卡什和希尔则继续改写剧本，但环球影业还是觉得不满意，电影版权于1985年又一次易手。不过比提之后决定亲自买下《狄克崔西》的电影版权以及卡什和艾普斯的剧本，之后电影项目以比提一人出任导演、制片人兼主演而重新启动:52。他还曾考虑请马丁·西科塞斯来执导但还是改变了主意。对此他表示，“我之前从没想过要亲自执导这部电影，但最终和我导演其它的电影一样，真事到临头我还是做了。因为这样比起再另找个人把我经历过的重新走一遍要简单多了”:52。
比提之前执导的电影《赤色分子》为他赢得了第54届奥斯卡最佳导演奖和一片赞誉，但该片的票房表现一般，而且比提也有拍起片来挥霍无度的名声，因此打算投资的迪士尼公司很不放心:52。于是比提与公司达成书面协议，《狄克崔西》拍摄过程中出现的预算超支都将直接影响其薪酬。多次与比提合作的波·戈尔德曼对剧本作了大幅度修改，但他的名字却没有列入编剧名单中。
1988年，迪士尼为电影项目开了绿灯，但要求比提必须把预算控制在2500万美元内，这个数字自电影开拍后就有了提高，很快就增加到了3000万美元并最终达到4700万美元。迪士尼公司还另外花掉了5400万美元用来进行宣传和推广，这令整部电影的成本达到了1亿零100万美元。迪士尼、试金石影业、比提自己的穆赫兰制片公司以及另一家制片公司都对影片进行了投资。

## 制作

### 演员
艾尔·帕西诺是导演心中“大男孩”一角的第一选择，不过他也考虑过请罗伯特·德尼罗来出演。麦当娜当时正与比提交往，她希望可以出演玛奥妮一角，但是比提则打算避免裙带关系的风言风语，结果，麦当娜出演的片酬仅35000美元。辛·楊声称她因为拒绝了华伦·比提的性要求而失去了出演苔丝·图哈特一角的机会（最终由格伦妮·海德利出演）。而在1989年的一次陈述中比提表示：“找辛·楊来出演这个角色是我的一个失误，对此我感觉糟透了”。

### 拍摄
《狄克崔西》的主体拍摄工作开始于1989年2月2日:55，导演原打算在芝加哥进行拍摄，但艺术指导理查德·赛尔伯特相信在加利福尼亚州的环球影城摄影棚和外景地进行拍摄的效果会更好:55。其它的拍摄工作则在华纳兄弟公司位于伯班克的工作室进行。拍摄过程中一共搭建了53个内景和25个外景，身为一个完美主义者的比提经常在每一个镜头中都包含数十处置景:55。
电影拍摄同时，迪士尼与麦克斯·阿兰·科林斯对于剧本的改编问题出现了冲突，公司拒绝了他的手稿，科林斯则认为自己“每天花11个小时来进行改写”并且“修正了其中大量情节漏洞”的这些努力没有得到应有的重视:55。不过在比提的坚持下，最终柯林斯所写的部分内容还是拍进了电影中，从而修补了剧情上的缺陷。另外在后期制作过程还将他写的一些台词通过配音加入到影片中。整部电影的主体拍摄工作于1989年5月完成:55。

### 设计
华伦·比提打算将《狄克崔西》中出现的颜色限制在7种，其中主要是红色、绿色、黄色和蓝色，让电影也有漫画小说的感觉，并且每一种颜色自始至终深浅明暗度都保持一致。他手下的设计团队包括艺术指导理查德·赛尔伯特，内部装饰瑞克·辛普森、摄影师维托里奥·斯托拉罗、视觉效果总监迈克洋·罗伊德（Michael Lloyd）和哈里森·艾伦肖，假肢化妆设计师小约翰·卡格里昂和道格·德克斯勒，以及服装设计师米莲娜·卡农妮奥。他们的主要目标就是要尽可能与1930年的原著漫画风格类似。
对摄影师来说，限定使用的几种颜色是最大的挑战。“这都不是那类观众们已经习惯看到的颜色”，斯托拉罗指出，“这些颜色非常鲜艳、饱和而戏剧化。漫画艺术通常采用非常简单，甚至原始的构思和情感……其中还经常采用一些小插图来表现情节。所以我们试着完全不去移动摄影机，让所有的元素都保持在镜头所能拍摄到的范围内”:53-54。而在接景方面，艾伦肖和罗伊德制作了超过57幅玻璃版画，并通过光学打印机将现场操作和光学接景相结合，来制作片中“小鬼”在一辆飞驰的火车前冲撞的短暂镜头。这里一共只铺设了46米的真实轨道，而火车也只是个61厘米长的比例模型，镜头周围的火车站场都是通过接景实现的。
服装设计师卡农妮奥推荐了卡格里昂和德克斯勒负责本片的假股化妆设计工作，他们曾在弗朗西斯·福特·科波拉执导的《棉花俱乐部》中合作过。片中绝大多数反派角色的化妆设计是直接从古尔德创作的漫画中取材的，只有艾尔·帕西诺扮演的大男孩是个例外，他对自己角色的化妆设计提出了更改，这也最终导致其角色的化妆时间长达3个半小时。

### 音乐
基于《蝙蝠侠》商业上的巨大成功，华伦·比提请来作曲家丹尼·艾夫曼为本片谱写配乐，艾夫曼表示，“《狄克崔西》有这样一种与《蝙蝠侠》完全不同的独特品质，它给出了一个很不可思议的非现实感”。比提还请来了史蒂芬·松德海姆为电影创作了5首歌曲，分别是《Sooner or Later》、《More》、《Live Alone and Like It》、《Back in Business》和《What Can You Lose?》。其中前两首由麦当娜演出，《What Can You Lose?》则是她和曼迪·帕廷金的合唱。梅尔·托尔梅演唱了《Live Alone and Like It》，《Back in Business》则由詹尼斯·西格尔等3位歌手一起演出。《Sooner or Later》之后获得了第63届奥斯卡最佳原创歌曲奖。
《狄克崔西》是第一部使用了数字音频的电影:59-60。在1990年12月接受《纽约时报》采访时，艾夫曼对电影制作过程中越来越趋向于使用电子合成音效和配音技术的现象提出了批评。“我对现今电影中使用的配乐和配音感到厌恶，电影音乐本是一种艺术，但杜比立体声让它的价值暴跌。立体声的确可以让管弦乐听起来更洪亮、美妙和广阔，但它也能让声音效果听起来大上好几倍，这标志着音效超越音乐时代的开始”。

## 营销

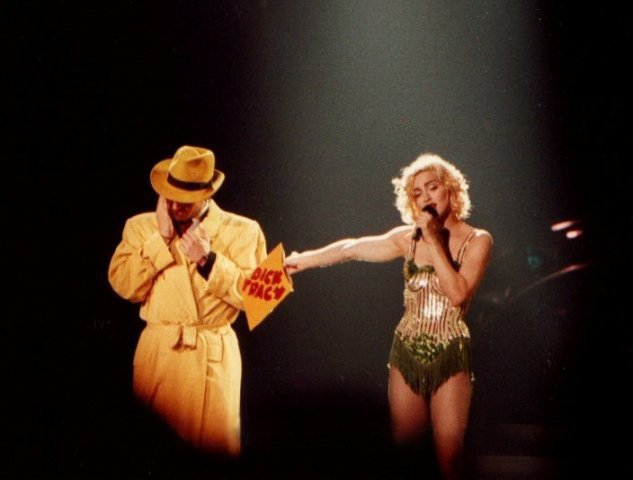
麦当娜1990年的金发雄心演唱会被认为对本片有一定的推广作用，这里她以与片中类似的打扮表演自己的一首歌曲

1989年《蝙蝠侠》的大获成功令迪士尼公司决定模仿其营销活动，即基于高概念的推广方式。这包括麦当劳的一项搭配销售宣传和华伦·比提参加电视节目《20/20》接受芭芭拉·沃尔特斯的采访。比提对此表示，“我觉得媒体对推广和统计数字的痴迷很有一种反文化的感觉。”为了像向年纪较小的少年儿童宣传这部电影，迪士尼公司还增加了新的《兔子罗杰》动画短片和两个特别制作的电视广告，这些内容都是以电影中的“小鬼”为核心创作的。迪士尼总计投放了多达28个广告。彩星玩具公司则生产了14种《狄克崔西》玩偶。
麦当娜主动提出在她的金发雄心演唱会中推广这部电影。1990年6月电影正式上映前，迪士尼已经在华特迪士尼世界度假区和迪士尼乐园使用艾夫曼和松德海姆的曲目推出《狄克崔西》舞台剧演出。《纽约时报》在1990年6月22日的一篇报道中写道，迪士尼的商店“除了与（迪克·）特雷西有关的商品外啥也不卖”。麦克斯·阿兰·科林斯在1988年时就创作了电影的改编小说，当时电影还没有真正开拍。对此他表示，“我一想到会有别的什么人来写一本《狄克崔西》小说就觉得可恨。”经过与迪士尼的大量争议后:53-54，小说一共发行了7种不同的印刷版本并在1990年5月发行，并在电影上映前就售出了近100万本。卡尔·贝克还根据电影改编发行了另一本彩图小说:59-60。
电视上，《狄克崔西秀》（The Dick Tracy Show）也开始重播来配合电影的上映，不过洛杉矶和纽约的电视台因为遭到亚裔和拉美裔团体对节目中角色的一些描绘表示抗议，因而不得不对一些内容进行了剪辑。這些引發爭議的角色包含一個不會發R音的亞洲人，和一個愛瞌睡的西班牙人。

## 反响

### 发行
《狄克崔西》在佛罗里达州的华特迪士尼世界度假区举行了首映式，招待3000名記者入場，并于1990年6月15日开始在全美2332家电影院上映，首周入账2254万美元，是1990年上映首周票房第三高的电影。最后其在美国本土的总票房为1亿零374万美元，海外发行收入5900万美元，全球总票房为1亿6274万美元。在1990年的美国电影中名列第9位，全球则名列第12位。
虽然迪士尼公司对电影首周的票房感到满意，但公司总裁杰弗里·卡岑伯格对其之后的表现有些失望。他表示《狄克崔西》的整个制作、宣传等耗资约一亿美元，因此1.6亿的总票房并不是那么理想，迪士尼公司一开始抱有的是电影能像1989年的《蝙蝠侠》一样卖座的期望。截止1997年，《狄克崔西》在录像带出租上的又已经入账了6061万美元。

### 评论分析
根据烂蕃茄上收集的45篇专业评论文章，其中29篇给出“新鲜”的正面评价，“新鲜度”为64%。其中的共识性评价写道：“《狄克崔西》是一部时尚、独特而且技术上无可挑剔的作品，但其最终还是陷入了一场矫揉造作的挣扎之中”。罗杰·艾伯特称赞了电影在艺术指导、接景和假肢化妆多个方面的出色表现，认为电影有着完美的怀旧基调，他在文章中写道：“《狄克崔西》是我在银幕上看到过最有远见同时又最具原创性的作品”。《纽约时报》的文森特·坎拜评论道：《狄克崔西》几乎拥有一场盛会所需要的一切：一堆大牌明星、史蒂芬·松德海姆的歌曲、所有用钱能买到的技术或是巫术手段，以及一个精彩的剧本。《娱乐周刊》的歐文·格萊伯曼给出了褒贬不一的评价，但对麦当娜的表演表示赞赏，他总结认为“《狄克崔西》作出了切实的努力，但最后还是有点愚蠢，我希望能看到里面多一些有血有肉的内容，少一点花俏的色彩”。
不过，《华盛顿邮报》的德森·汤姆森对电影做出了非常负面的评价，他批评了迪士尼的市场推广活动以及影片本身：“《狄克崔西》是好莱坞对自己所有错误进行的又一次年度庆祝”，《滚石》的彼得·崔维斯则指出已经52岁的华伦·比提对这么个角色来说实在是有点太老了。他还发现了本片与《蝙蝠侠》的类似之处，都涉及到“一个独来独往的英雄，一个奇形怪状的恶棍，一个金发尤物，一套适销对路的流行配乐和全力出击的销售活动。”然后他表示，“但《蝙蝠侠》中有些别的东西，观众可以看到人物的复杂性和心理上的深度。《狄克崔西》则流于表面的辉煌。虽然影片在视觉上的确很丰富，但感情上却是一无所有”。
虽然麦克斯·阿兰·科林斯与迪士尼在电影的改编小说上存在冲突，但他还是对这部电影给出了正面的评价。他赞扬比提请来了一个精心设计的团队，并将电影中的颜色限制在有限的几种内。他也对比提的表演和片中人物的化妆形象设计感到满意，松德海姆的歌曲更是锦上添花。不过他同样认为电影还是牺牲了故事情节来追求视觉上的刺激:59-60。

### 荣誉
在第63届奥斯卡金像奖角逐中，《狄克崔西》共计获得了7项提名，最终获得了艺术指导、化妆和原创歌曲3座奖项，另外4项提名分别是男配角、摄影、服装设计和音效，是截止2013年获奥斯卡奖数量最多的漫画改编电影，2008年的《黑暗骑士》以获奖两项紧随其后。电影还得到了美国电影摄影师协会和英国电影摄影师协会的共同肯定，并在第44届英国电影学院奖中获得男配角（艾尔·帕西诺）、视觉特技、化妆、服装设计、艺术指导、剪辑、音效7项提名，最终拿下了化妆和艺术指导奖。在第48届金球奖角逐中，本片获得了最佳影片（音乐剧/喜剧类）、电影男配角（艾尔·帕西诺）和两项原创歌曲共计4项提名，不过最终都没有获奖。此外，本片还获得了一座土星奖最佳化妆奖，另有最佳奇幻电影、男主角（华伦·比提）、女主角（麦当娜）、男配角（艾尔·帕西诺）和最佳青年演员5项提名，谱写电影谱乐的丹尼·艾夫曼和史蒂芬·松德海姆也获得了艾美奖提名。2003年，美国影艺协会进行了AFI百年电影史百大银幕英雄与恶魔的评选，本片中的迪克·特雷西一角获得了英雄榜的提名。

## 家用媒体发行
1990年12月19日，《狄克崔西》发行了VHS录像带，DVD于2000年首度在欧洲发行，但美国本土则延迟到了2002年4月2日，其中没有任何特别花絮内容。网上曾有传言美国版DVD发行后不久华伦·比提计划发行导演剪辑版，其中会有至少10分钟的加长内容。
2012年12月11日电影发行了蓝光影碟，其中也没有包含任何特别花絮内容。

## 续集和法律问题
迪士尼原希望《狄克崔西》成为像《印第安纳·琼斯》那样成功的系列电影，但由于票房不及预期，公司中止了原来的计划。并且执行制片人阿特·林森和弗罗伊德·慕特鲁克斯还在影片上映后不久将华伦·比提告上法庭，声称他们参与影片所应分得的利润被拖欠了:59-60。
比提于1985年从一家名为Tribune的媒体服务公司买下了将《狄克崔西》拍成电影或电视的版权并与迪士尼公司接洽，后者于1988年买下了股权。据比提所说，2002年，Tribune公司打算收回版权并通知迪士尼公司，但没有经过1985年签订的协议中所列明的程序。比提表示他对续集有“一个很好的方案”，认为Tribune公司违反了多个通知上的程序，给电影版权“蒙上了阴影”而且让他从商业上不可能再拍摄一部续集。比提还曾于2004年联系该公司试图解决这一情况，但对方表示他们已经符合了收回版权的的条件。
2005年5月，完全没有打算要制作续集的迪士尼公司拒绝了Tribune公司的要求，将大部分版权交给了比提。同月，比提向位于洛杉矶的加利福尼亚州高等法院起诉Tribune公司要求三千万美元的赔偿。他的律师表示在1985年的协议中对方特别同意了由比提拍摄另外一部《狄克崔西》电影，但他们刻意地忽视了这一点。律师还说：“Tribune是一家强大的公司，他们以为自己可以想欺负谁就欺负谁，这回他们可找错人了。”
Tribune公司相信这一局面很快就可以解决，他们对此非常自信，甚至直接开始开发了一部《狄克崔西》真人电视剧集。这个节目有与《超人前传》类似的现代设定。他们还表示节目收视看好，很有希望会再拍电影。不过，2005年8月，法院的一项判决扫清了比提司法起诉的障碍，2006年4月的聆讯法院没有作出判决，但到了同年7月，洛杉矶的一位法官判决案件进入庭审，Tribune公司要求中止诉讼的请求被驳回，双方的法律大战由此全面展开。
2009年3月，Tribune公司根据联邦破产法宣布破产，其律师开始宣称公司拥有《狄克崔西》系列电影和电视的版权。认为华伦·比提的行为是不正当的。比提的律师则对此回应道，一家破产的公司居然提起这样的骚扰诉讼，“他们应该为自己感到羞耻”。
2011年3月25日，美国联邦地区法院法官迪恩·D·普里格森同意了比提进行简易判决的请求并判其胜诉。2011年6月，比提确认自己打算为《狄克崔西》拍摄一部续集，但拒绝提供细节。他说：“我准备再拍一部，（但）我觉得在开拍前谈论一部电影是一件很蠢愚的事，我不想这么做......”当被问起具体拍摄时间时，比提表示暂时还不能确定。
2016年4月，比提在出席CinemaCon時再度提到製作續集的可能性。

## 扩展阅读
- Mike Bonifer. . New York City: Bantam Books. June 1990. ISBN 0-553-34900-7.
- David Hughes. . . London: Virgin Books. 2003. ISBN 0-7535-0767-6.
- James B. Stewart. . New York City: Simon & Schuster. 2005. ISBN 0-684-80993-1.
- Max Allan Collins. . Novelization of the film. Bantam Books. May 1990. ISBN 978-0-553-28528-4.